# 11 Comae Berenices b
11 Comae Berenices b (en abrégé 11 Com b) est une naine brune confirmée en orbite autour de l'étoile 11 Comae Berenices, dans la constellation de la Chevelure de Bérénice.
Détectée par la méthode des vitesses radiales, sa découverte a été annoncée en 2007.